# Avant
|  | Per a altres significats, vegeu «Avant (desambiguació)». |

Avant fou un setmanari editat a València entre el 1930 i 1931, redactat íntegrament en valencià, i que actuà com a portaveu de l'Agrupació Valencianista Republicana, amb redacció al número 8 del carrer Redempció de València. D'esta primera època n'aparegueren 32 números, els últims dels quals eren distribuïts com a fulls gratuïts de propaganda.
El director en va ser Adolf Pizcueta i Alonso i hi col·laboraren Francesc Almela i Vives, Carles Salvador i Enric Duran i Tortajada. La seua línia política era democràtica i d'esquerra burgesa, i fou aferrissada defensora de l'obtenció d'un estatut d'autonomia del País Valencià. S'hi publicava, a més d'articles polítics, informacions sobre el món cultural, tot promovent l'ús i difusió del valencià.

## Segona època
Amb l'esclat de la Guerra Civil espanyola, hi hagué una segona època, aquesta vegada com a òrgan del Partit Valencianista d'Esquerra (formació hereva de l'ARV), de la que es va publicar, si més no, un primer número el gener de 1938.